# Andreaea wilsonii
Andreaea wilsonii là một loài rêu trong họ Andreaeaceae. Loài này được Hook. f. mô tả khoa học đầu tiên năm 1844.